# Sasanka lesní
Sasanka lesní (Anemonoides sylvestris, syn. Anemone sylvestris) je druh rostlin patřící do čeledě pryskyřníkovité (Ranunculaceae). Rostlina je vysoká 30–50 cm, kvete v květnu až červnu. Roste volně v přírodě v mírných lesostepních oblastech Evropy a Asie, od severní Francie před střední a východní Evropu, Sibiř až na Dálný východ. Rostliny mají dlanitě dělené mělce zubaté listy. Jednoduché smetanově bílé květy s množstvím žlutých tyčinek kolem pestíku vyrůstají jednotlivě na tenkých květních stoncích.

## Synonymum
- Sasankovka lesní

## Pěstování
V Česku se pěstuje jako okrasná rostlina, celkem nenáročná trvalka do popředí smíšených, nebo trvalkových záhonů. Je vhodná pro výsadby v parcích, nejlépe nepravidelných kompozic přírodního charakteru. Sází se do sponu 40 cm.

### Nároky
Při pěstování v mírném pásmu (ČR) se tomuto druhu daří nejlépe v propustné humózní vápenité půdě, snáší půdy neutrální až mírně zásadité. Roste na slunci i v polostínu. Nevyžaduje závlahu ani přihnojování.

### Rozmnožování
Množí se dělením trsů nebo oddělováním zakořeněných výběžků, nejlépe koncem léta. Též se snadno množí semenem, které se vysévá před zimou nebo na jaře do pařeniště.

## Kultivary
- Plena (Elise Fellmann) plnokvětý kultivar s menšími květy.[L 1]
- Sasanka Callensova (Amenona Callensae) plnokvětý kultivar s velkými květy.

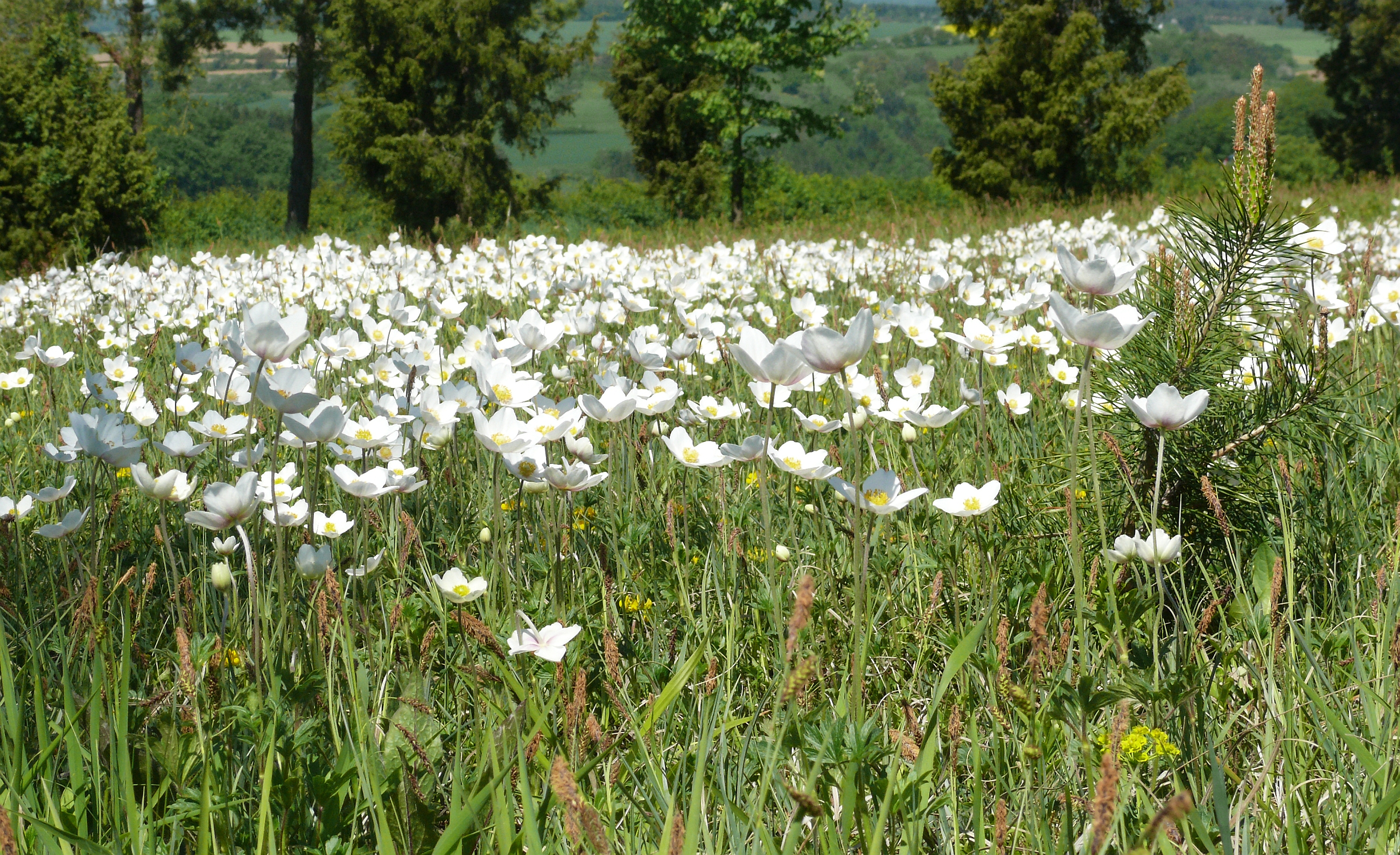
Sasanka lesní, Taubergrund, Baden-Württemberg, Německo

## Ohrožení
V ČR je silně ohroženým druhem (C2b). V teplejších oblastech roste roztroušeně, jinak se vyskytuje ojediněle. Před několika desetiletími bývala na jižní Moravě i v některých oblastech Čech poměrně hojná, v současnosti je již ohroženým druhem.